# 안드레이 세케라
안드레이 세케라(슬로바키아어: Andrej Sekera, 1986년 6월 8일~)는 슬로바키아의 전직 아이스하키 선수로 포지션은 수비수이다. 내셔널 하키 리그(NHL)의  버펄로 세이버스, 캐롤라이나 허리케인스, 로스앤젤레스 킹스, 에드먼턴 오일러스, 댈러스 스타스 소속으로 뛰었다. 슬로바키아 대표팀의 일원으로도 활약하여 2010년 동계 올림픽과 2014년 동계 올림픽 아이스하키 종목에 참가하였다.

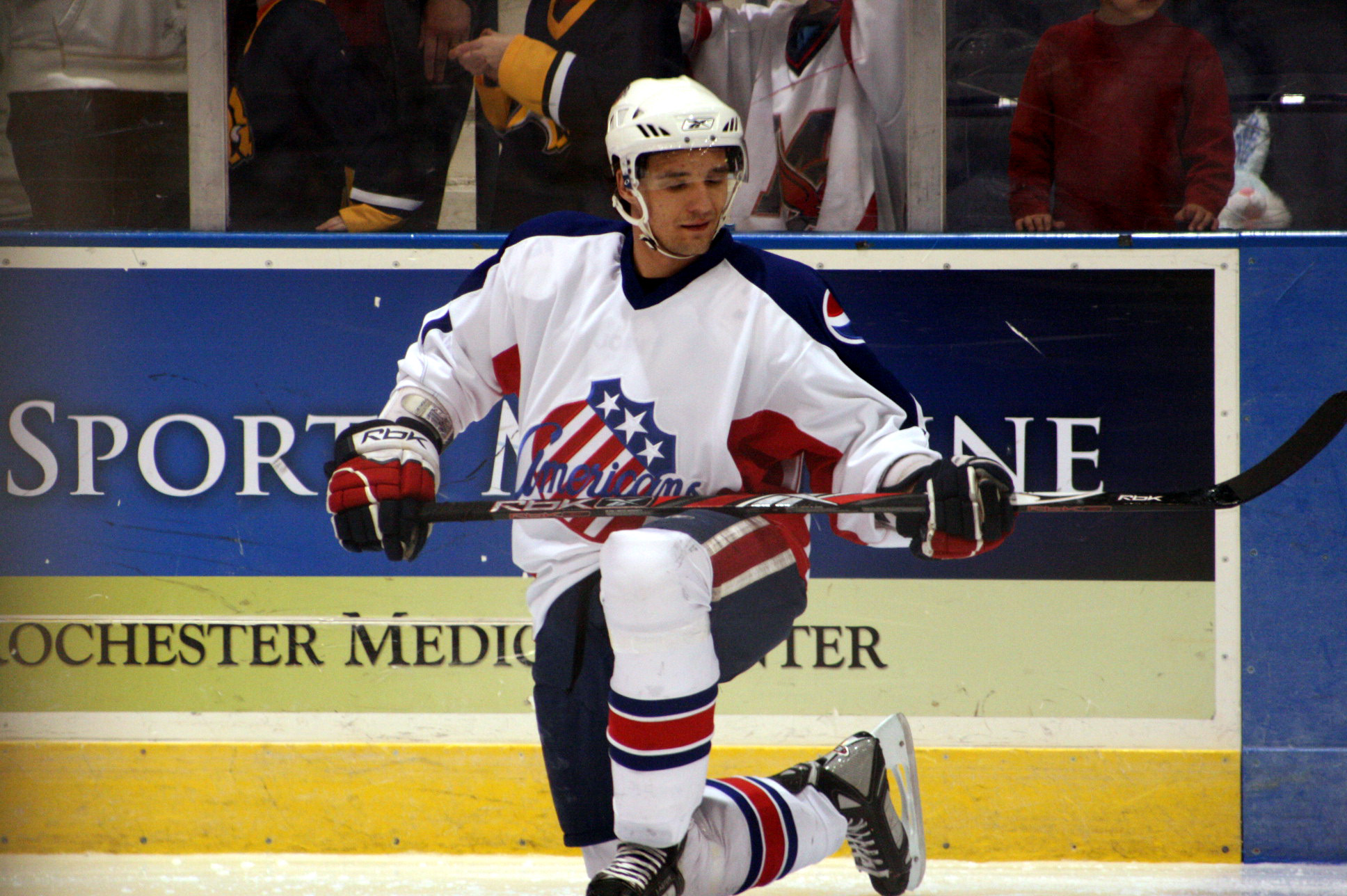
2008년 로체스터 아메리칸스 소속 당시의 세케라

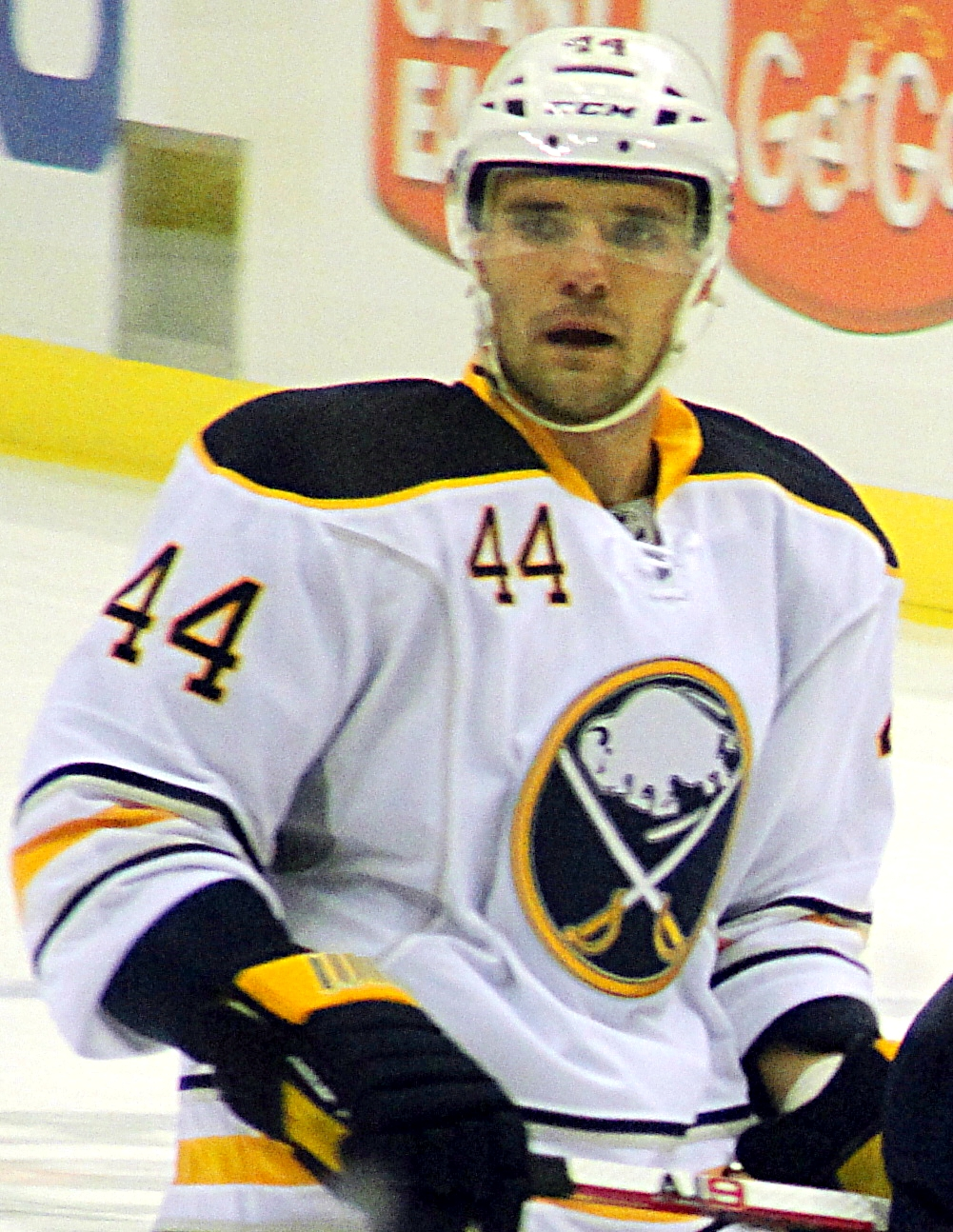
2011년 버펄로 세이버스 소속 시절의 세케라

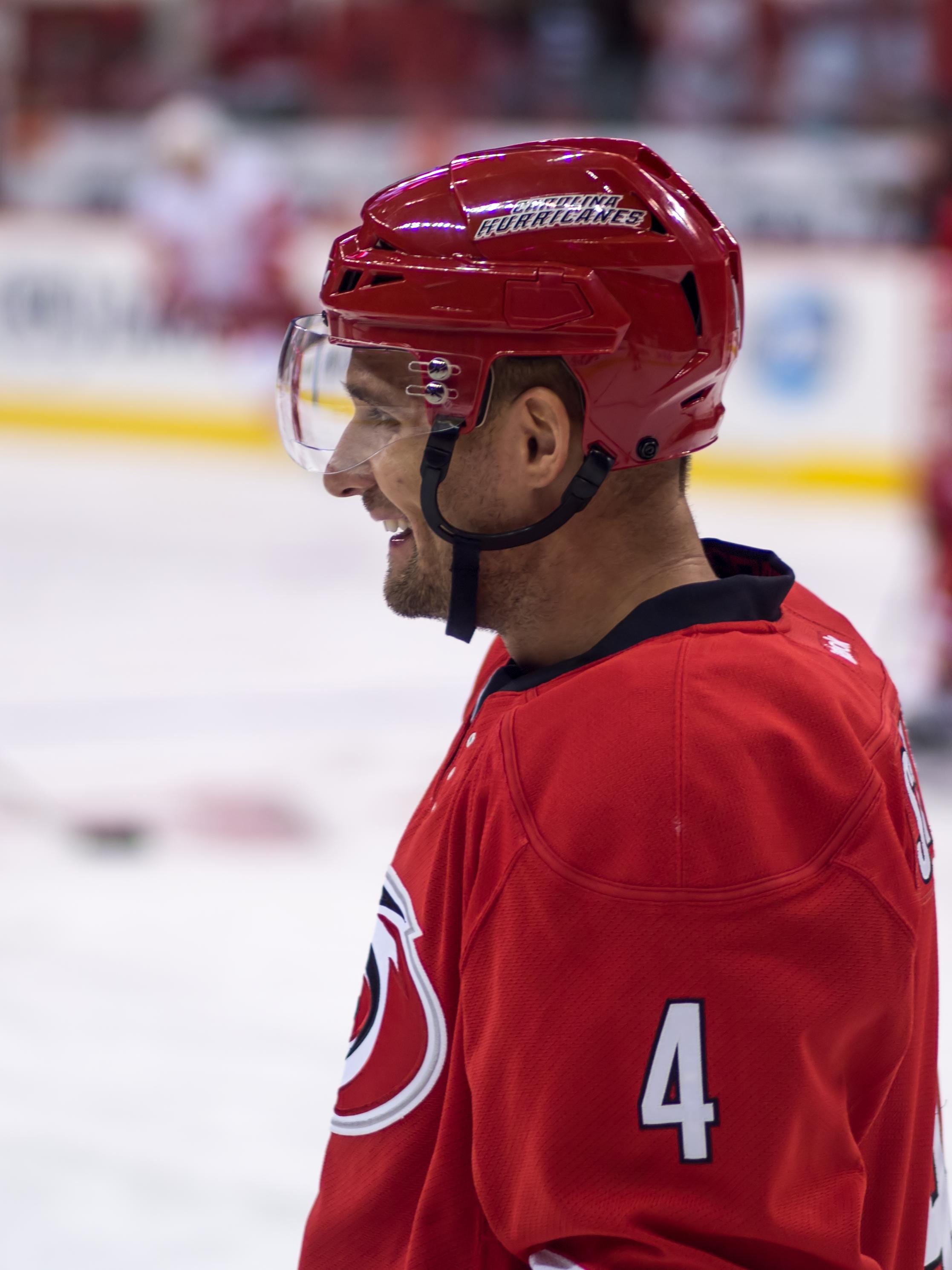
2013년 캐롤라이나 허리케인스 소속 시절의 세케라